# Fars Søn
Fars Søn er en amerikansk stumfilm fra 1917 af Victor Schertzinger.

## Medvirkende
- Charles Ray som Gordon Carbhoy
- Vola Vale som Hazel Mallinsbee
- Robert McKim som David Slosson
- George Nichols som Silas Mallinsbee
- Charles K. French som James Carbhoy